# II (album Oberschlesien)
II – drugi album studyjny polskiego zespołu muzycznego Oberschlesien. Wydawnictwo ukazało się 24 kwietnia 2015 roku nakładem wytwórni muzycznej S.P. Records.

## Realizacja
Prace nad albumem trwały ponad rok i toczyły się w Warszawie. Dwaj członkowie zespołu, Michał Stawiński i Marcel Różanka w wywiadzie dla Programu Czwartego Polskiego Radia tak wspominali okres nagrań: 

To był czas integracji, dobry czas, by lepiej się poznać. Mieszkaliśmy razem i bardzo się zżyliśmy.

 W proces tworzenia muzyki i pisania tekstów do utworów na albumie byli zaangażowani wszyscy członkowie Oberschlesien. Teksty dziewięciu utworów to stricte autorskie dzieła zespołu, z kolei ten z utworu „Król Olch” jest oparty na balladzie Król elfów autorstwa Johanna Wolfganga von Goethego. Utwór „Ślonski pieron” jest natomiast tradycyjną śląską pieśnią, zagraną w typowym dla zespołu industrialnym stylu. W warstwie lirycznej na albumie występują nawiązania do motywów biblijnych (utwór „Boży gniew”), przemijania i śmierci („Król Olch” oraz „Krzyż”), samotności i izolacji („Samotny”), problemów społecznych („Niechciane dzieci”), niespełnionej miłości („Ajza”) oraz do codziennego życia Ślązaków („Ślonski pieron”).

## Promocja
Jeszcze przed wydaniem albumu, w celu jego promocji zespół opublikował w internecie dwa single z teledyskami: „To nie sen” (9 września 2014 roku) i „Król Olch” (15 kwietnia 2015 roku). Po wydaniu albumu, 11 listopada 2015 roku miała miejsce premiera dwóch kolejnych promujących go singli z teledyskami: „Samotny” oraz „Orzeł”.

## Odbiór
Wydawnictwo dotarło do 11. miejsca zestawienia OLiS, dotyczącego najpopularniejszych albumów w Polsce. W recenzjach albumu, opublikowanych w serwisach Magazyn Gitarzysta i Rockmagazyn.pl został on określony jako o wiele bardziej dojrzały, spójny i przemyślany niż pierwszy album zespołu. Autor recenzji z tego drugiego serwisu zwrócił ponadto uwagę na fakt, że brzmienie zespołu stało się bardziej autentyczne i rozpoznawalne, mimo że tak jak na poprzedniku występują wyraźne odniesienia do muzyki niemieckiego zespołu Rammstein. Recenzent z serwisu Deathmagnetic.pl jako swoistą wadę albumu wskazał to, że z niego „bije patosem i śmiertelną powagą”, co może się nie spodobać zwolennikom dystansu w muzyce.

## Lista utworów
Opracowano na podstawie materiału źródłowego.
| Nr  | Tytuł utworu                  | Długość |
| --- | ----------------------------- | ------- |
| 1.  | „Ajza”                        | 5:25    |
| 2.  | „Samotny”                     | 2:58    |
| 3.  | „Fojerman”                    | 4:40    |
| 4.  | „Niechciane dzieci”           | 3:04    |
| 5.  | „Orzeł”                       | 4:33    |
| 6.  | „Krzyż”                       | 5:14    |
| 7.  | „Boży gniew”                  | 3:52    |
| 8.  | „To nie sen”                  | 3:33    |
| 9.  | „Strach”                      | 4:52    |
| 10. | „Król Olch”                   | 4:04    |
| 11. | „Ślonski pieron”              | 4:46    |
| 12. | „To nie sen” (wersja radiowa) | 2:55    |
|     |                               | 49:56   |

## Twórcy
Opracowano na podstawie materiału źródłowego.
Zespół Oberschlesien w składzie
- Michał Stawiński - wokal
- Marcel Różanka - perkusja
- Adam Jurczyński - gitara
- Jacek Krok - gitara
- Wojciech Jasielski - gitara basowa
- Tomasz Jagiełowicz - keyboard

Produkcja
- Sławomir Pietrzak - producent
- Tomasz Rożek - inżynieria, miksowanie, mastering